# 와우아파트 붕괴 참사
와우아파트 붕괴 참사는 1970년 4월 8일 서울특별시 마포구 창전동 산 1번지에 위치한 와우지구 시민아파트의 한 동(총 5층)이 부실공사로 무너진 사고다.

## 와우아파트 건설 배경
6.25전쟁 이후, 1953년 7월 27일에 휴전협정이 체결되고 그때까지 철저히 제한되었던 한강 도강이 자유롭게 되자 많은 전재민(戰災民)이 일시에 들어온 데 이어, 1950년대 후반기에서 1960년대에 걸쳐 서울의 인구수가 급증한 데 따라 무허가 불량건물의 수도 급격히 늘어나게 된다.
이에 대한 대책으로 박정희 대통령은 무허가 건물을 정리하라고 지시했다. 당시 서울 시장이던 김현옥은 각 구청에 지시하여 무허가 건물 전수조사를 실시하였고, 그 결과 136,650동이 집계되었다. 김현옥 시장은 46,650동을 이른바 양성화라는 이름으로 리모델링하고, 나머지 9만 동은 시민아파트를 건립하여 주민들을 이주시키거나 경기도 광주군(현재의 경기도 성남시)내에 대단지를 조성하여 이주, 정착시킨다는 방침을 세운다. 1968년 12월 3일, 대대적인 시민아파트 건립 계획이 발표되고, 1969년 1년동안 32개 지구에 406동 15,840가구 분의 아파트를 건립한다.

## 와우아파트 붕괴

### 사고 개요
와우아파트는 서울특별시가 와우산 일대에 건설한 시민아파트였다. 무면허 건설업자는 가파른 산 중턱에 와우아파트를 지었는데 이유는 김현옥 시장이 자신의 업적이 대통령에게 일부러 잘 보이도록 하기 위함이었다. 또 건설 허가를 따내기 위해 (주) 대룡건설에게 하청을 줬는데 (주) 대룡건설은 건설업자 박영배에게 하청을 줬다. 문제는 그 '박영배'라는 자가 무면허 건설업자였는데 박영재가 관련 공무원들한테 뇌물을 주고 공사자재를 아껴야 했기 때문에 철근 70개를 넣어야 튼튼하게 유지될 기둥에 고작 5개의 철근을 넣을 정도로 부실공사를 강행했다. 더군다나 김현옥 당시 서울특별시장이 '경무대에서 잘 보여야 한다'는 이유와 더불어 당시 부동산 투기로 인해 서울의 땅값이 있는대로 치솟고 있는 상황이기 때문에 값싼 국유지를 택하느라 지반이 약한 와우산 기슭에 아파트를 짓는 우를 범했다. 그 결과 준공 4개월 만인 1970년 4월 8일 오전 6시 40분 경 아파트 한 동이 무너져 사망 33명, 부상 38명의 인명피해가 일어나고 말았다. 또한 무너진 아파트 잔해가 아파트 아래에 있던 판잣집을 덮쳐 판잣집에서 잠을 자고 있던 1명이 사망했고, 2명은 부상을 입었다. (총 사망자 34명, 부상자 40명)

### 사고 원인
- 시공회사인 (주) 대룡건설이 맡은 제3공구 13~16동 아파트에 투입된 총예산은 관급자재로 시멘트 1만 6,614부대, 철근 105만 5,813t(932만 7,026원) 등 2,638만 3,455원이었다. 택지조성비 · 축대비 등을 제외하면 건축비가 평당 1만 원도 채 안 되는 부실한 공사였다는 사실을 증명하는 예산이다.
- 너무 짧은 공사기간 : 와우아파트는 1969년 6월 26일 착공해 6개월 만인 12월 26일 준공했다.
- 와우시민아파트 15동의 설계상 건물 하중은 m2당 280㎏인데 무너진 15동의 실제 하중은 900㎏으로 m2당 600㎏ 이상 초과되어 있었다. 설계상 하중이 280㎏으로 낮게 정해진 것은 당시 불량 무허가건물 입주자들의 생활이 지금의 시점에서는 상상도 할 수 없을 정도로 가난했기 때문이었다.
- 70도 경사진 산비탈에 세워진 와우아파트가 위치한 곳은 와우산 중턱인데다가 계곡을 끼고 있었다. 그러나 공사를 할 때는 이 점을 무시하고 아파트 뒤쪽만이 암반 위에 얹혀 있었을 뿐, 아파트 무게의 4분의 3을 차지하는 앞쪽에 기둥 7개만 박아서 기초를 삼았다.
- 기둥 하나에 19mm 철근 70개씩이 들어가도록 되어 있었는데 5개 정도씩밖에 쓰지 않았다.
- 콘크리트 배합 비율이 엉망이었다. 시멘트는 넣는 시늉만 내어 콘크리트라기보다는 모래와 자갈의 반죽에 가까웠고, 반죽할 때의 물도 불순물이 많은 하수도 물을 썼다.
- 또한 기둥의 깊이는 2m 정도에 불과한, 암반이 아닌 부토(敷土) 위에 세웠다. 결국 해빙기인 4월 지층이 내려앉아 건물이 무너졌다.

### 사고 결과
이 사고로 인해 당시 서울시장이었던 김현옥이 일주일 뒤인 4월 16일 시장 자리에서 물러나고 관련자들이 구속되었다. 또한 이 사고를 계기로 이전까지 지어진 시민아파트의 안전도를 점검한 결과, 총 대상 405동 중 349동이 안전 기준에 미치지 못해 보수를 받아야 한다는 충격적인 실태가 드러났다.
한편 사고가 발생한 지 3개월도 되지 않아 와우아파트 다동 뒤의 높이 3m 축대가 다시 무너지는 사고가 났으며, 1984년에는 2동 뒤편 와우산 일부가 폭우로 무너져 내리면서 204호와 205호를 덮쳐 다시 2명이 숨지고 3명이 중경상을 입기도 했다.
현재 와우아파트는 철거되었고, 철거 부지는 녹지 공간 와우공원으로 조성되었다.

### 여파
와우아파트 참사 이후 시민아파트 전체에 대한 안전도 검사가 벌어진 결과 시민아파트가 얼마나 허술하게 지어졌는지가 분명하게 드러났다. 그 결과 1971~1977년 동안 시민아파트 가운데 101동이 철거되었고 철거비용이 447동 건립비용에 거의 맞먹는 50억 700만원이 소요되었다. 이러한 충격적 사고와 일련의 사태에도 불구하고 이후로도 부실공사 고질병은 쉽게 고쳐지지 않았으며 이는 1990년대에 일어난 성수대교 붕괴에다 삼풍백화점 붕괴 참사로 이어졌다. '집 안에서 새는 바가지 밖에서도 샌다'라는 말처럼, 이렇듯 연이은 사고는 1970~80년대의 하도급 비리에다 준공검사의 허점을 드러냈다.

## 사진

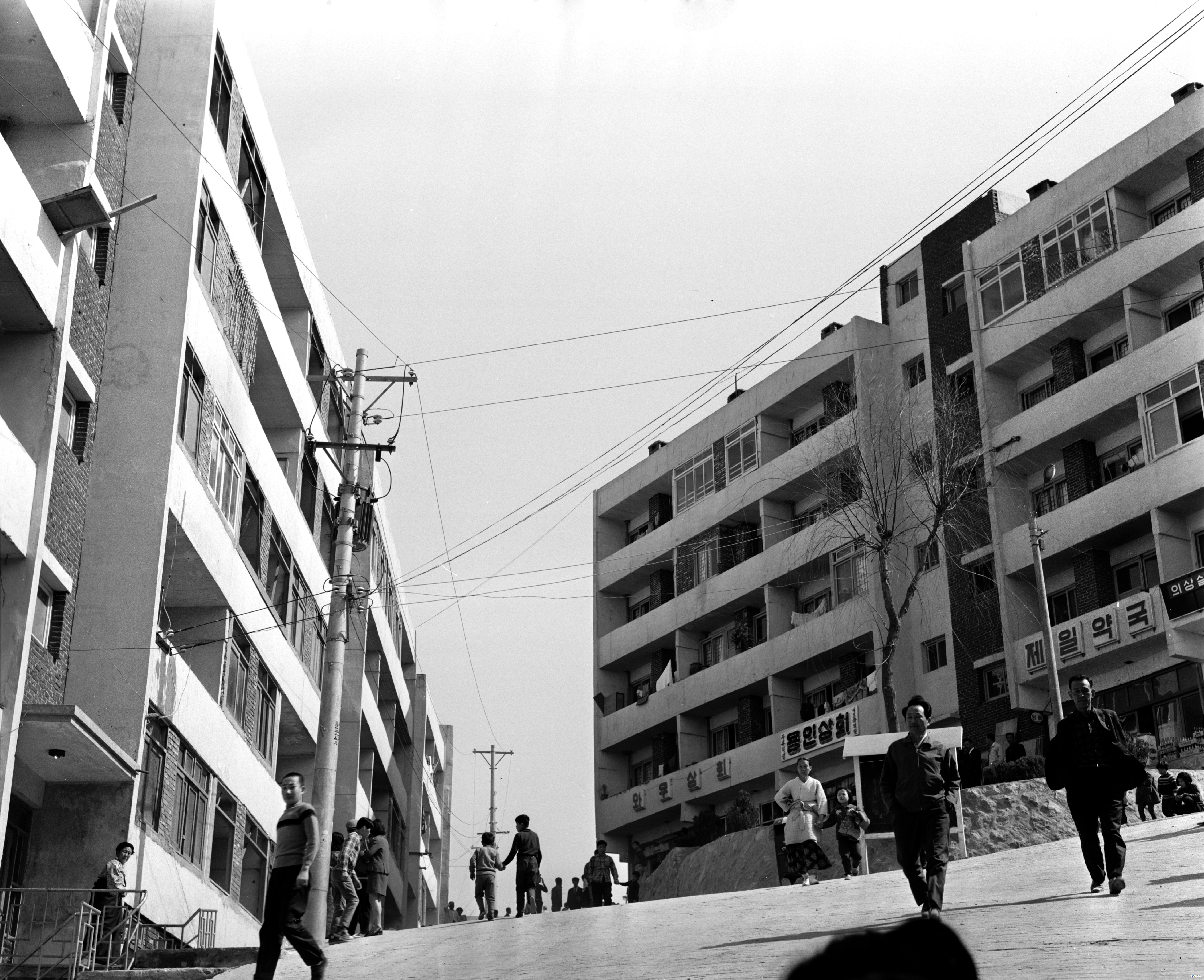
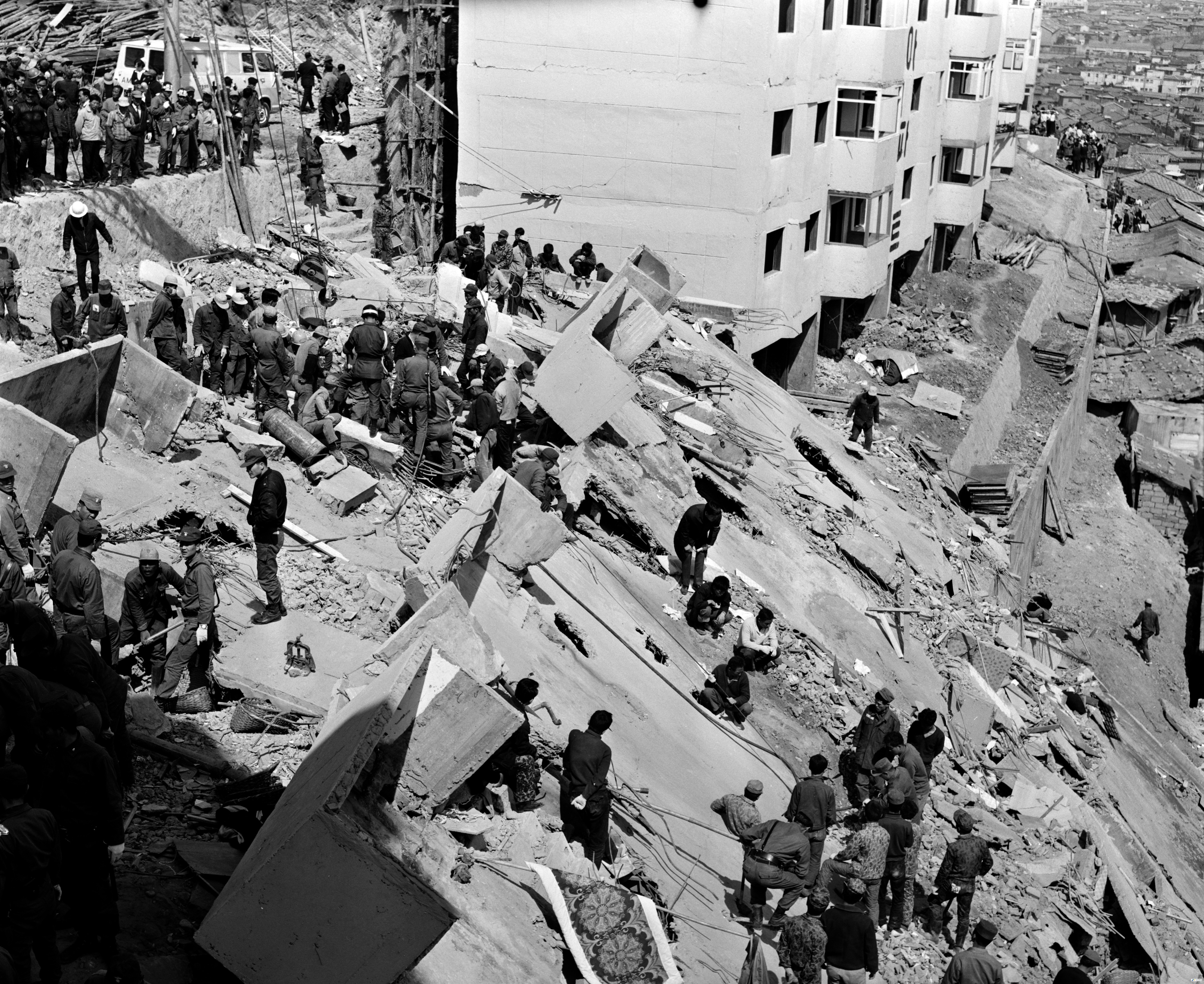
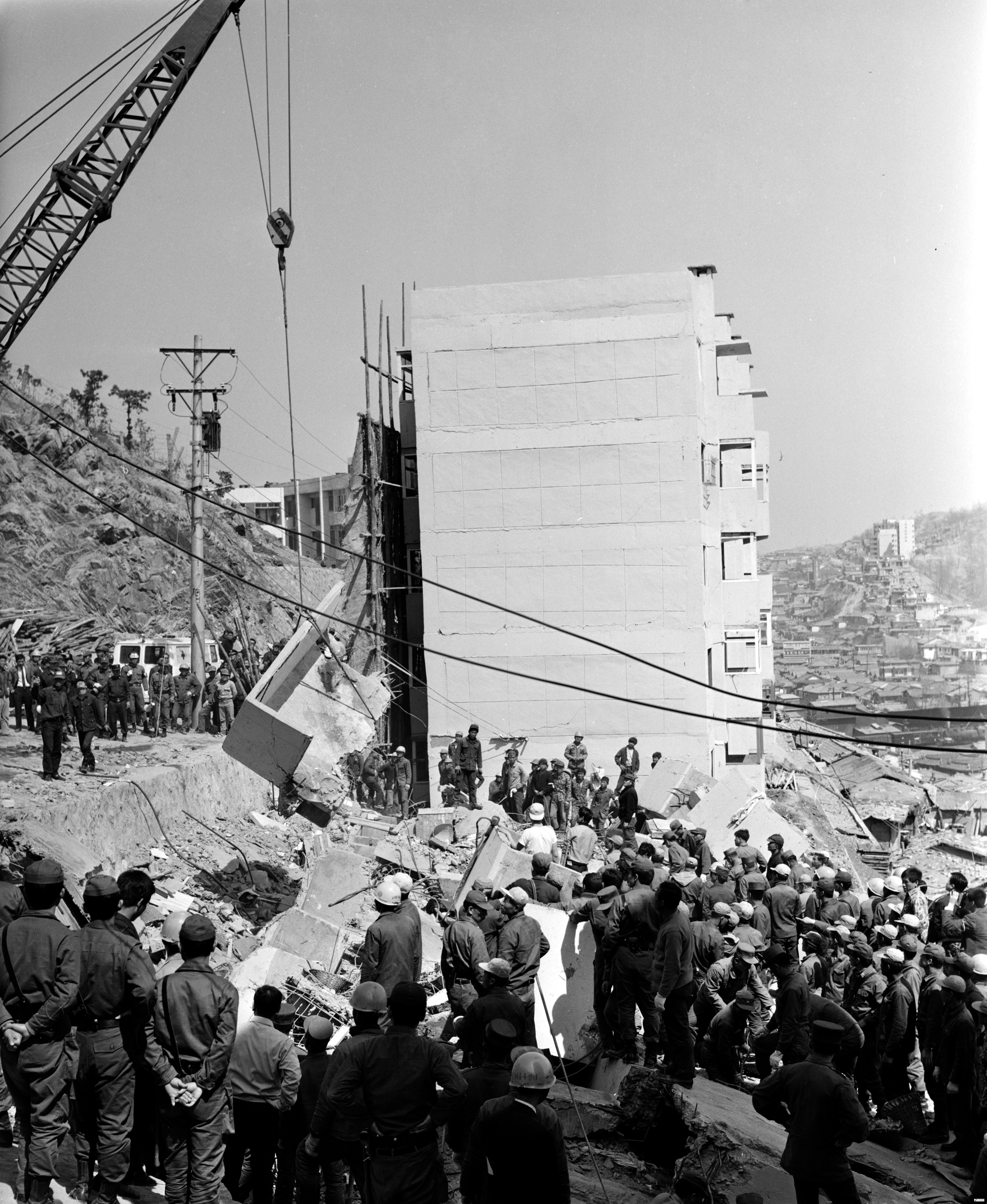
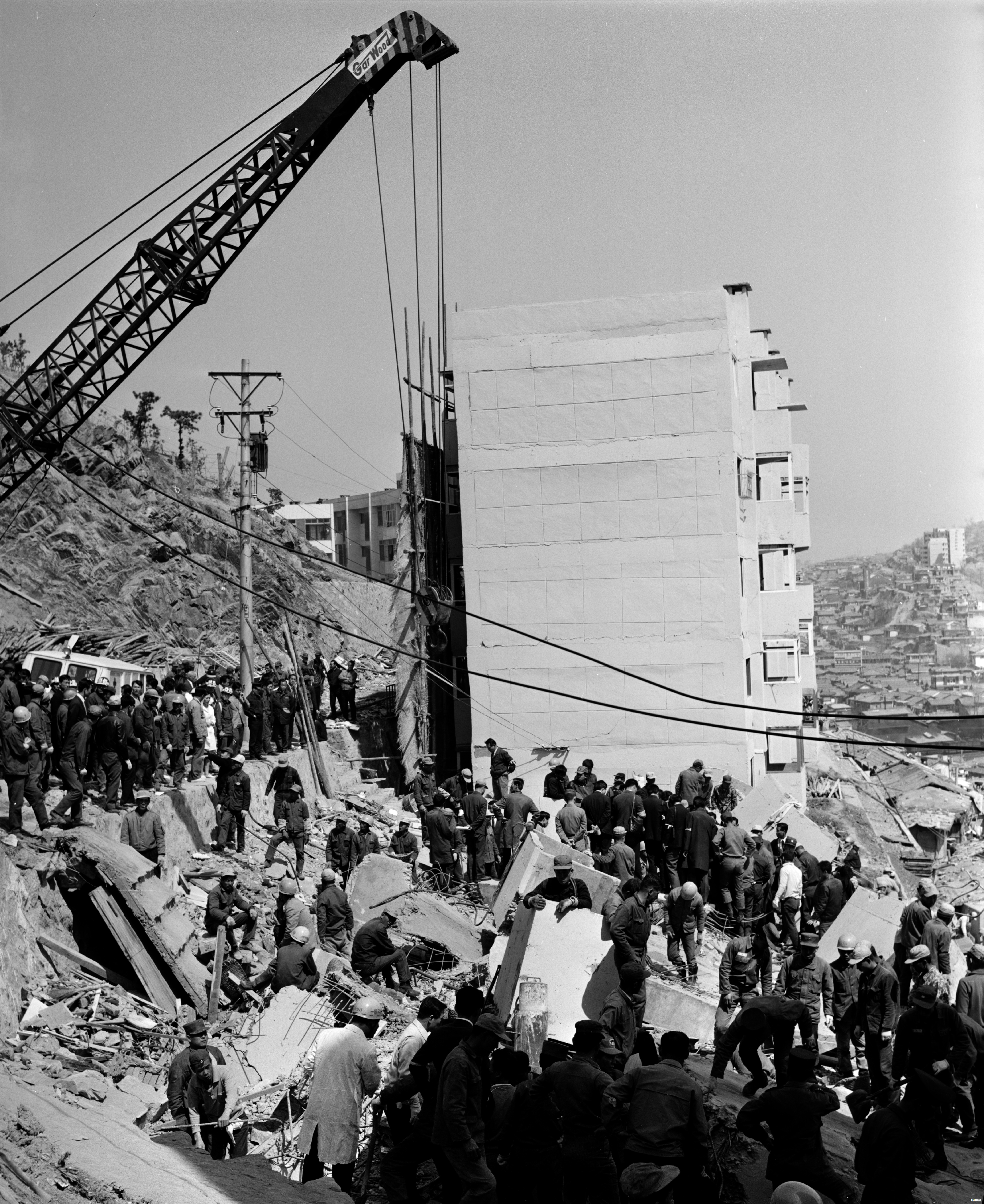
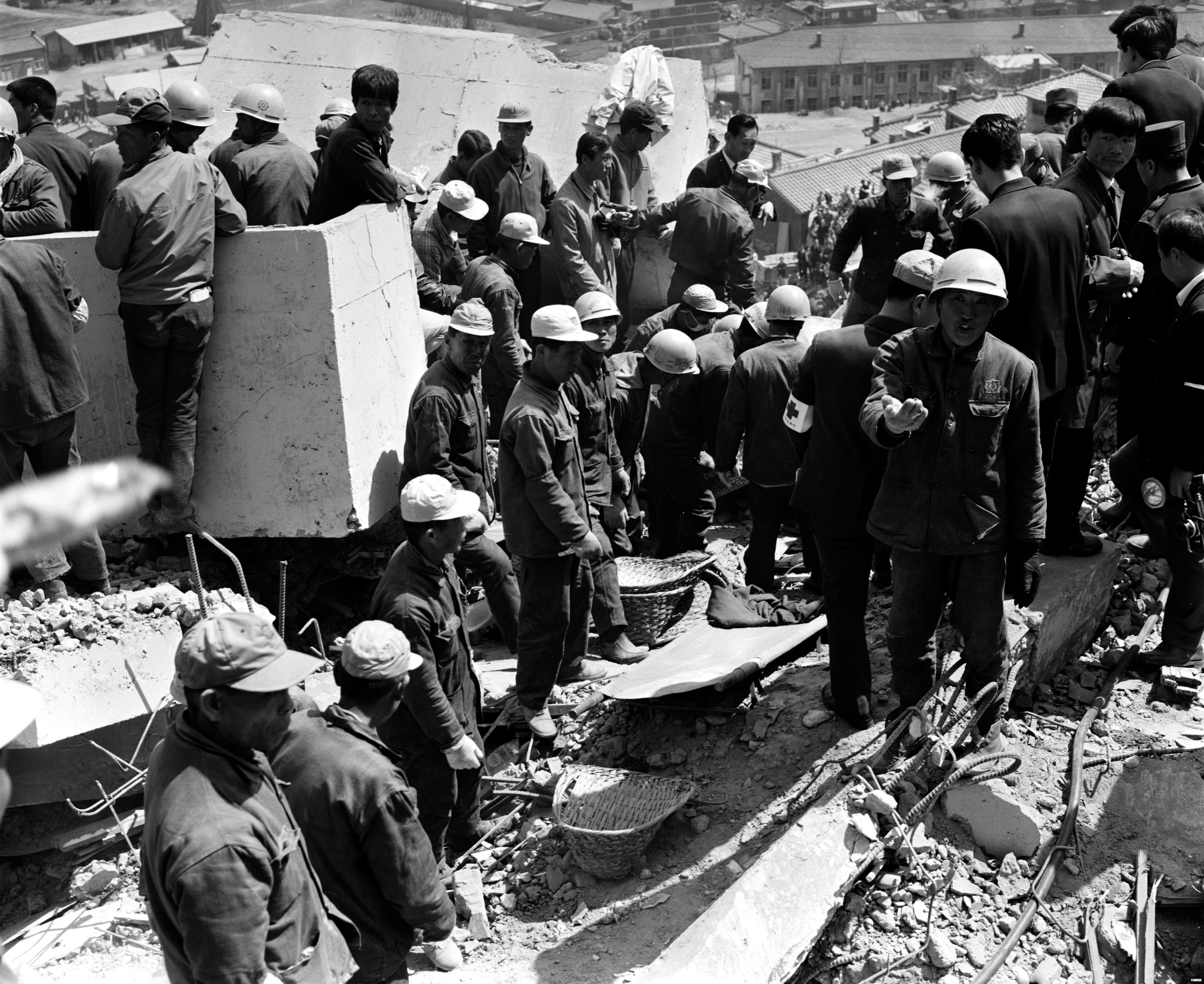
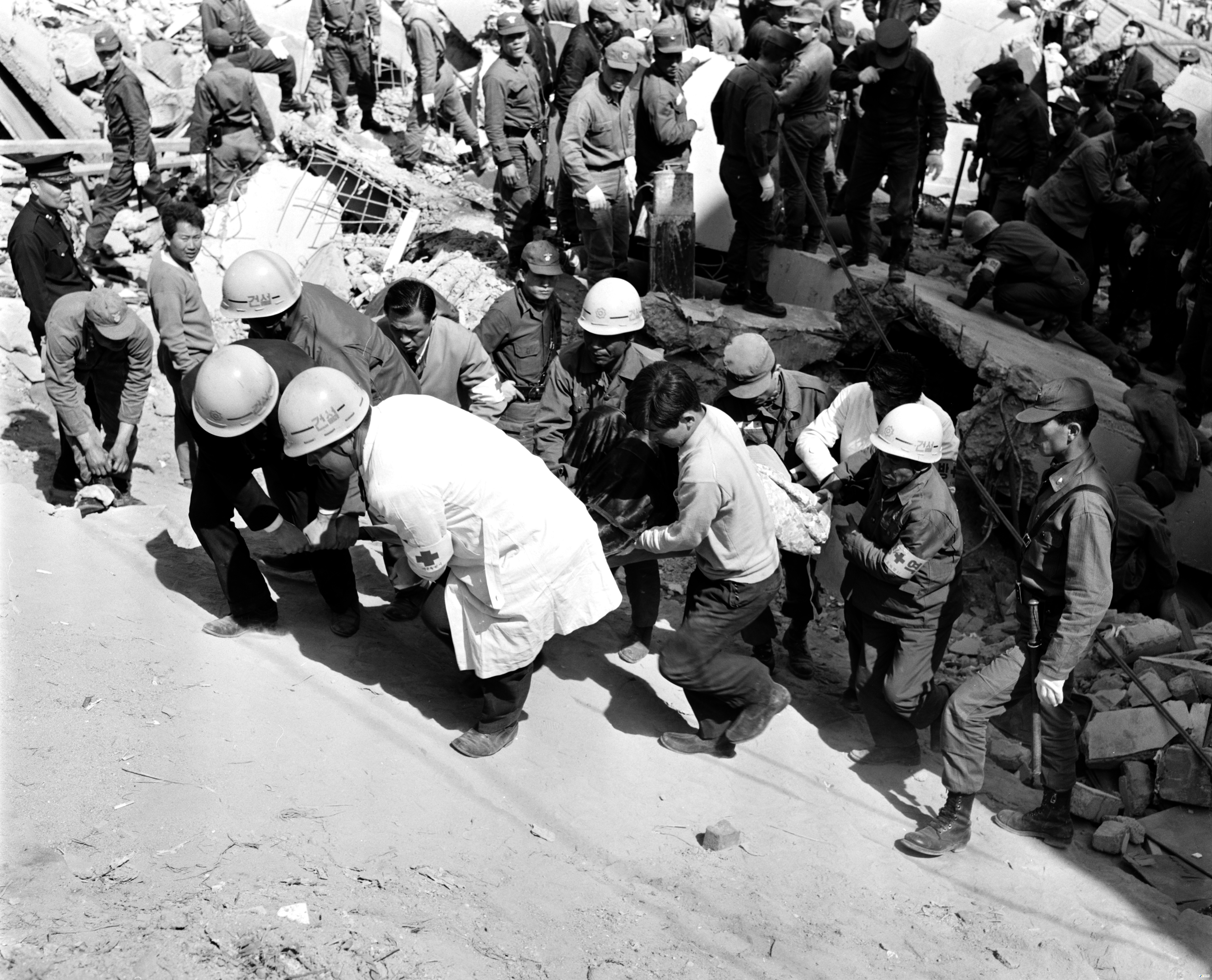

## 같이 보기

### 일반 주제
- 나산백화점
- 와우아파트
- 마포아파트

### 유사 붕괴 사건
- 성수대교 붕괴 사고
- 삼풍백화점 붕괴 사고
- 남해 창선대교 붕괴사고
- 대구 상인동 가스 폭발 사고
- 2013년 다카 근교 건물 붕괴 사고
- 경주 마우나오션리조트 체육관 붕괴 사고
- 플라스코 빌딩 - 이란 최대의 건축물 화재 및 붕괴 참사

### 기타 인명 사고
- 1995년 바쿠 지하철 화재
- 대구 지하철 화재 참사
- 세월호 침몰 사고
- 이태원 압사 사고
- 그렌펠 타워 화재 참사 - 영국 최악의 화재 사고

## 참고 문헌
- 손정목,『한국 도시 60년의 이야기1』,한울